# Anoeschka von Meck
Anoeschka von Meck, née en mars 1967 est une écrivaine namibienne d’expression afrikaans.
Elle habite à Henties Bay et s'installe plus tard en Californie pour compléter ses études secondaires. Puis, elle étudie la biologie marine et les religions comparées à San Francisco, et archéologie et religion à l'Université du Cap et l'égyptologie à l'Université de Stellenbosch.
Dans ses œuvres, elle représente la Namibie actuelle.

## Livres
- Annerkant die Longdrop, 1998
- Vaselintjie, 2004

## Prix
- Golden Poet Award